# C/2013 TW5 (Spacewatch)
C/2013 TW5 (Spacewatch) — одна з довгоперіодичних комет. Ця комета була відкрита 3 жовтня 2013 року; вона мала 19.6m на час відкриття.